# Роберт Ґоддард
Роберт Ґоддард (англ. Robert Hutchings Goddard; 5 жовтня 1882 — 10 серпня 1945) — американський фізик і інженер, один з піонерів ракетної техніки.

## Біографія
Народився у містечку Вустері (штат Массачусетс). Наукою захоплювався змалечку, всіляко заохочував його батько.
У 1908 році закінчив Вустерський політехнічний інститут, продовжував освіту в Кларківському університеті. Після закінчення навчання Ґоддард здобув ступінь магістра фізики й залишився працювати в університеті викладачем. Окрім того, майбутній винахідник займався науковими дослідженнями в Принстонському університеті й у 1919 році отримав звання професора. У 1912—1913 роках ходив коло наукових досліджень у Принстонському університеті, з 1914 року викладав у Кларківському університеті (з 1919 — професор). Упродовж 1942—1945 років очолював Дослідницьке авіаційне бюро при Міністерстві військово-морського флоту США.
Займаючись викладацькою діяльністю і прикладними фізичними дослідженнями, Ґоддард самостійно вивчав можливість створення апаратів для виходу в космічний простір. У 1906 році почав розробляти математичні питання ракетної техніки, в 1912 році провів перші лабораторні випробування реактивних двигунів. У 1914 році отримав перші патенти на ракету на рідкому паливі і на багатоступеневу ракету. Починаючи з 1926 року здійснив кілька успішних експериментальних запусків ракет з рідинними реактивними двигунами. Ґоддарду належить понад двісті патентів на різні розробки в царині ракетної техніки.